# 1891 год в музыке

## События
- 23  февраля — Пау Казальс даёт сольный концерт в Барселоне[1]
- 16 марта — концерт в Будапешт Опера прерывается демонстрацией в поддержку Густава Малера, который на тот момент находился в конфликте с Гезой Зичи[2]
- 16 октября — первый концерт Чикагского симфонического оркестра[3]

## Классическая музыка
- Сергей Рахманинов — симфоническая поэма «Князь Ростислав»; Концерт для фортепиано с оркестром № 1
- Александр фон Цемлинский — Симфония e-moll
- Иоганнес Брамс — квинтет для кларнетов си-минор, опус 115
- Макс Брух — Концерт для скрипки № 3
- Карл Нильсен — пьесы-фантазии для гобоя и фортепиано
- Эрик Сати — «Сын звёзд»

## Опера
- Фредерик Делиус — «Ирмелин»
- Альфредо Каталани — «Валли»
- Пьетро Масканьи — «Друг Фриц»
- Эмиль Пессар — «Любовные безумства».
- Артур Салливан — «Айвенго»
- Роберт Фукс — «Die Teufelsglocke»

## Родились

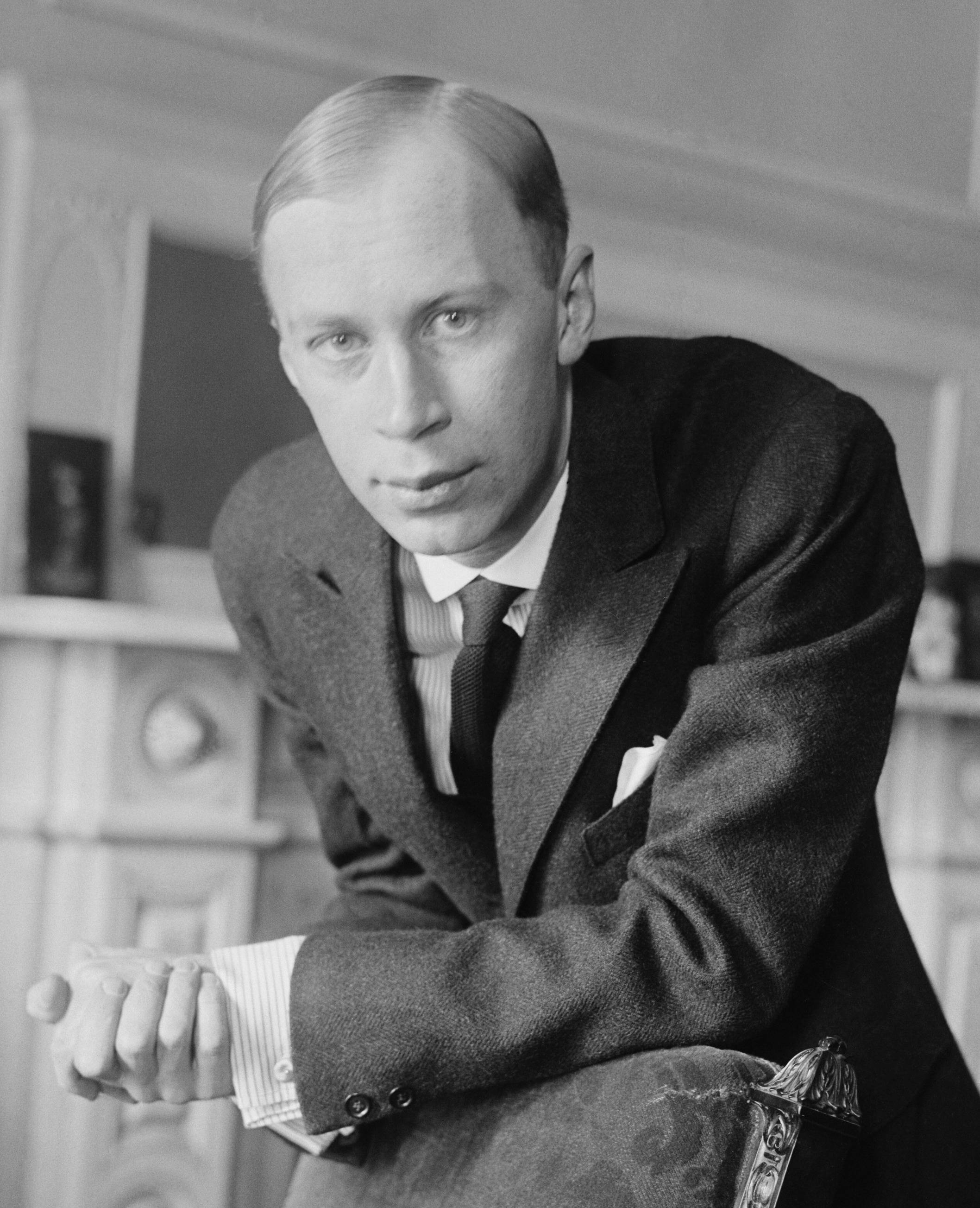
Сергей Прокофьев

- 25 января — Уэллман Бро[англ.] (ум. 1966) — американский джазовый контрабасист
- 15 февраля — Дино Борджоли[итал.] (ум. 1960) — итальянский оперный певец (тенор)
- 10 марта — Маргарет Моррис (ум. 1980) — британская танцовщица и хореограф
- 22 марта — Ролан-Мануэль[фр.] (ум. 1966) — французский композитор и музыковед
- 2 апреля — Джек Бьюкэнэн[англ.] (ум. 1957) — шотландский певец, актёр и танцор
- 23 апреля — Сергей Прокофьев (ум. 1953) — русский и советский композитор, пианист, дирижёр и музыкальный писатель
- апрель — Чарли Паттон (ум. 1934) — американский блюзовый гитарист
- 10 мая — Герман Феттер (ум. 1967) — немецкий музыковед и педагог
- 16 мая — Рихард Таубер (ум. 1948) — австрийский оперный певец (тенор) и артист оперетты
- 30 мая — Бен Берни[англ.] (ум. 1943) — американский джазовый скрипач, бэндлидер и радиоведущий
- 9 июня — Коул Портер (ум. 1964) — американский композитор и поэт-песенник
- 10 июня — Эл Дубин (ум. 1945) — американский поэт-песенник
- 18 июня — Кон Конрад[англ.] (ум. 1938) — американский автор песен и продюсер
- 21 июня — Герман Шерхен (ум. 1966) — немецкий дирижёр, альтист и музыкальный педагог
- 13 июля — Фреэль (ум. 1951) — французская певица и актриса
- 16 июля — Блоссом Сили[англ.] (ум. 1974) — американская певица, танцовщица и актриса
- 2 августа — Артур Блисс (ум. 1975) — британский композитор
- 11 сентября — Ноэль Галлон (ум. 1966) — французский композитор и музыкальный педагог
- 16 сентября — Чеслав Марек[пол.] (ум. 1985) — польский композитор, пианист и педагог
- 26 сентября — Шарль Мюнш (ум. 1968) — французский дирижёр и скрипач немецкого происхождения
- 29 октября — Фанни Брайс (ум. 1951) — американская комедиантка, певица, актриса и конферансье
- 12 ноября — Ричард Уайтинг (ум. 1938) — американский композитор и поэт-песенник
- 27 ноября — Джованни Бревиарио[итал.] (ум. 1982) — итальянский оперный певец (тенор)
- без точной даты — Чарльз Маккэррон[англ.] (ум. 1919) — американский композитор и поэт-песенник

## Скончались
- 5 января — Эмма Эббот (40) — американская оперная певица (сопрано) и импресарио
- 8 января — Фредрик Пациус (81) — финский композитор, скрипач и дирижёр немецкого происхождения
- 16 января — Лео Делиб (54) — французский композитор
- 17 января — Йоханнес Верхулст (74) — нидерландский дирижёр и композитор
- 21 января — Каликса Лавалле (48) — канадский и американский композитор, пианист и дирижёр
- 23 мая — Иньяс Ксавье Жозеф Лейбак (73) — французский пианист, органист и композитор
- 24 марта – Раймунд  Шлехт(80) – немецкий музыковед, историк музыки.
- 3 июля — Стефано Голинелли (72) — итальянский пианист, музыкальный педагог и композитор
- 21 июля — Франко Фаччо (51) — итальянский композитор и дирижёр
- 5 августа — Анри Литольф (73) — французский пианист, композитор и капельмейстер
- 9 ноября — Фредерик Матушек[англ.] (77) — американский производитель фортепиано немецкого происхождения
- 28 декабря — Альфред Селье[англ.] (47) — британский композитор и дирижёр
- без точной даты — Фанни Сальвини-Донателли[итал.] (75 или 76) — итальянская оперная певица (сопрано)